# Джефферсон (Південна Кароліна)
Джефферсон (англ. Jefferson) — місто (англ. town) в США, в окрузі Честерфілд штату Південна Кароліна. Населення — 772 особи (2020).

## Географія
Джефферсон розташований за координатами 34°39′4″ пн. ш. 80°23′3″ зх. д. / 34.65111° пн. ш. 80.38417° зх. д. (34.651220, -80.384110).  За даними Бюро перепису населення США в 2010 році місто мало площу 4,68 км², з яких 4,65 км² — суходіл та 0,03 км² — водойми.

## Демографія
Згідно з переписом 2010 року, у місті мешкали 753 особи в 295 домогосподарствах у складі 207 родин. Густота населення становила 161 особа/км².  Було 335 помешкань (72/км²).
Расовий склад населення:
| - 62,0 % — білих - 30,9 % — чорних або афроамериканців - 1,6 % — азіатів - 1,6 % — осіб інших рас |

До двох чи більше рас належало 3,9 %. Частка іспаномовних становила 1,5 % від усіх жителів.
За віковим діапазоном населення розподілялося таким чином: 27,0 % — особи молодші 18 років, 56,5 % — особи у віці 18—64 років, 16,5 % — особи у віці 65 років та старші. Медіана віку мешканця становила 37,8 року. На 100 осіб жіночої статі у місті припадало 83,7 чоловіків;  на 100 жінок у віці від 18 років та старших — 76,8 чоловіків також старших 18 років.
Середній дохід на одне домашнє господарство  становив 38 037 доларів США (медіана — 30 750), а середній дохід на одну сім'ю — 46 392 долари (медіана — 39 000). Медіана доходів становила 37 813 долари для чоловіків та 29 375 доларів для жінок. За межею бідності перебувало 34,5 % осіб, у тому числі 60,6 % дітей у віці до 18 років та 18,7 % осіб у віці 65 років та старших.
Цивільне працевлаштоване населення становило 321 особа. Основні галузі зайнятості: роздрібна торгівля — 19,6 %, освіта, охорона здоров'я та соціальна допомога — 16,8 %, виробництво — 14,6 %.